# میسیون سن خوزه

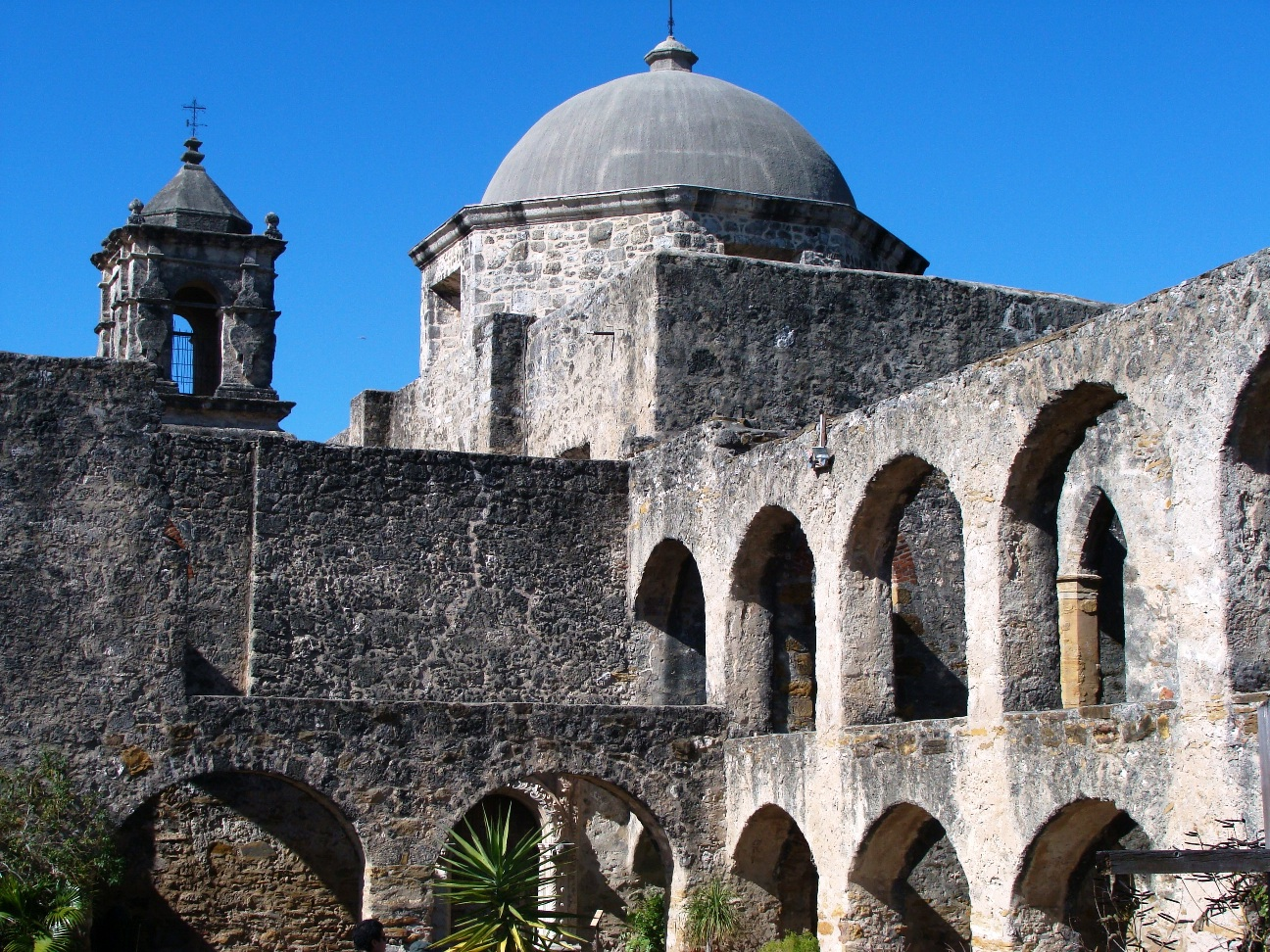

میسیون سن خوزه (به اسپانیایی: Mission San José) نام کلیسایی قدیمی در شهر سن آنتونیو در تگزاس است.
این کلیسای کاتولیک نخست در سال ۱۷۲۰ بنا گردید، و امروزه یک میراث ملی فرهنگی و تاریخی آمریکا است.
این بنا متعلق به پارک تاریخی ملی میسیون‌های سن آنتونیو است.

## نگارخانه

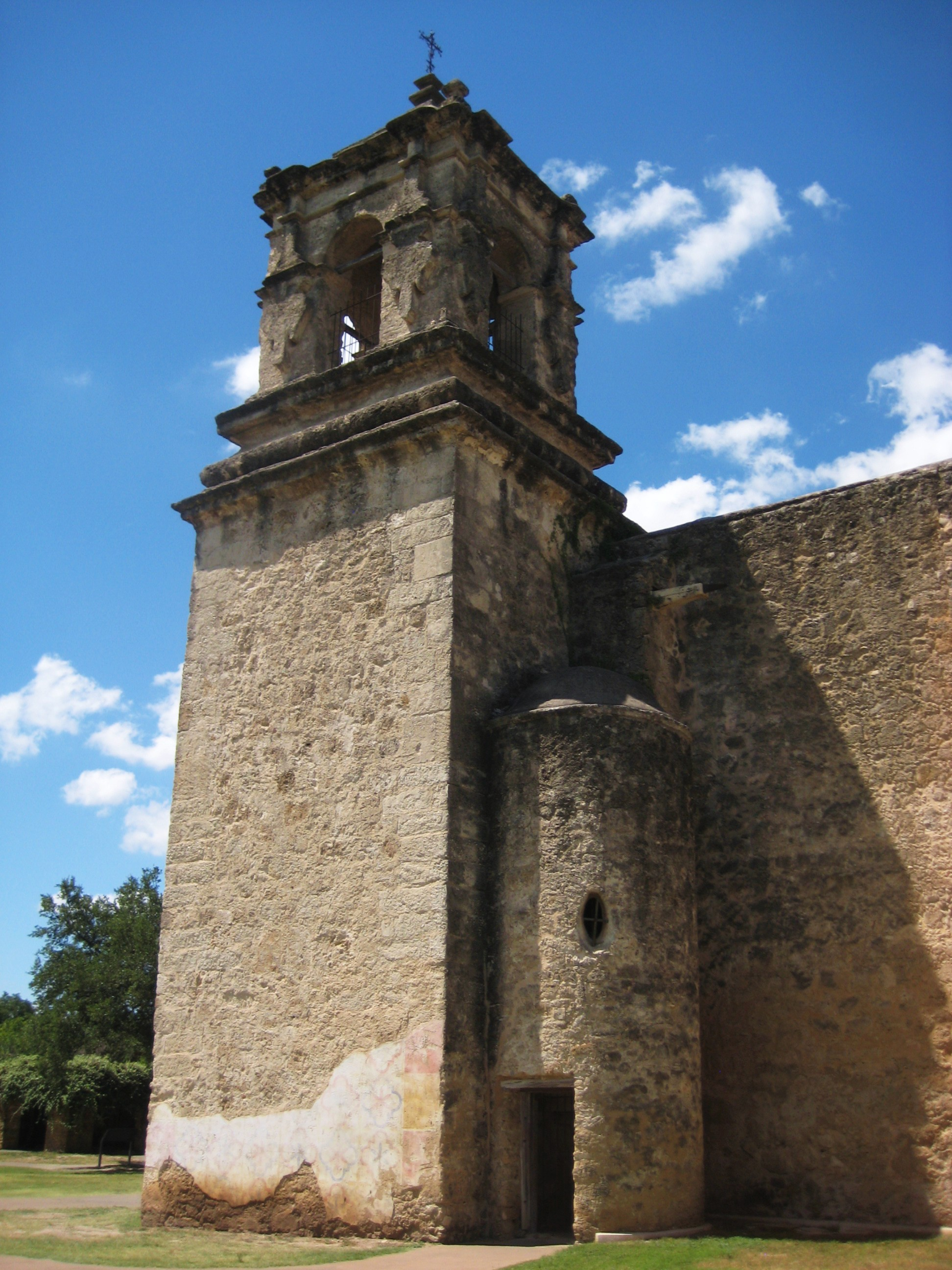
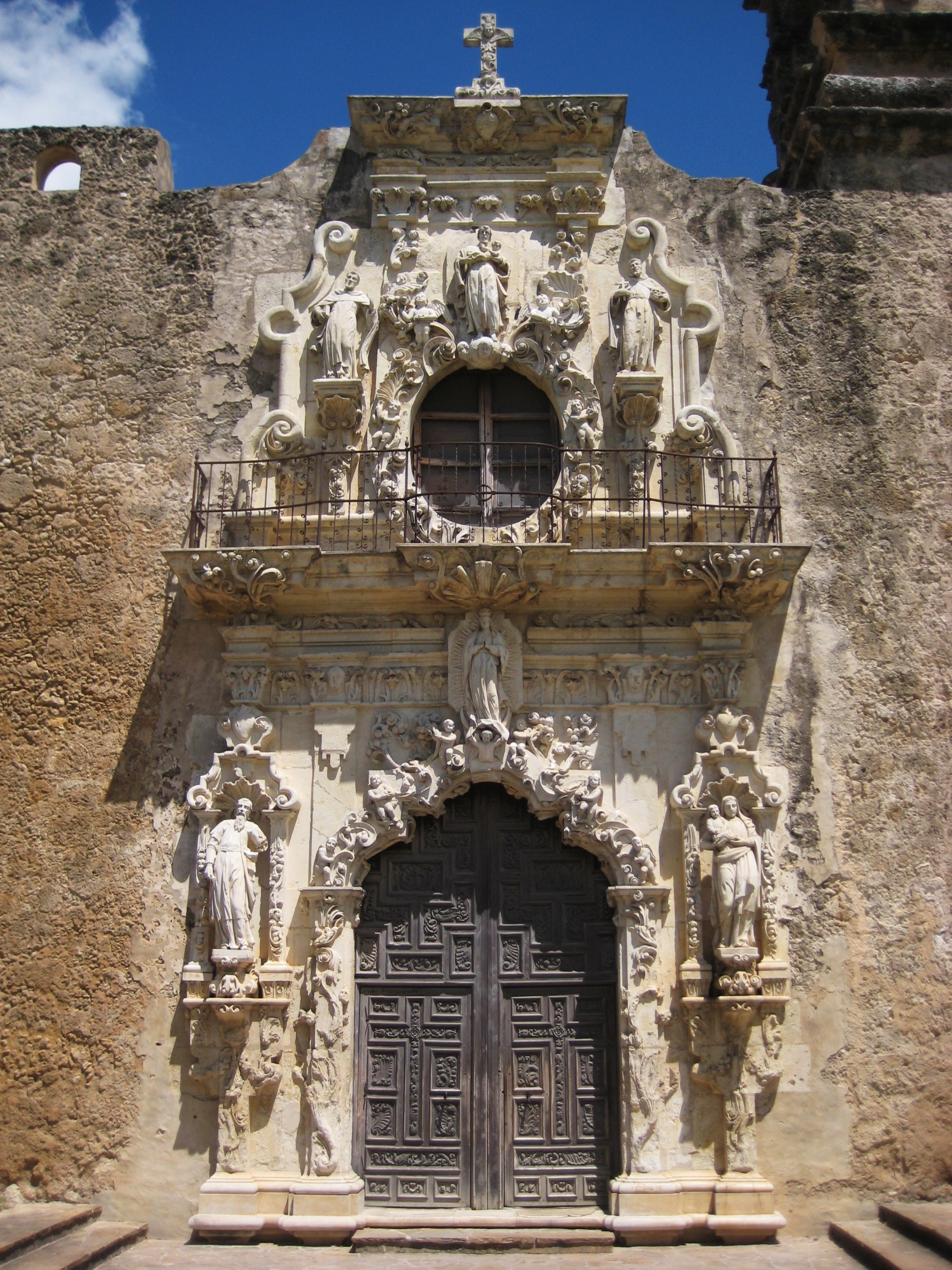
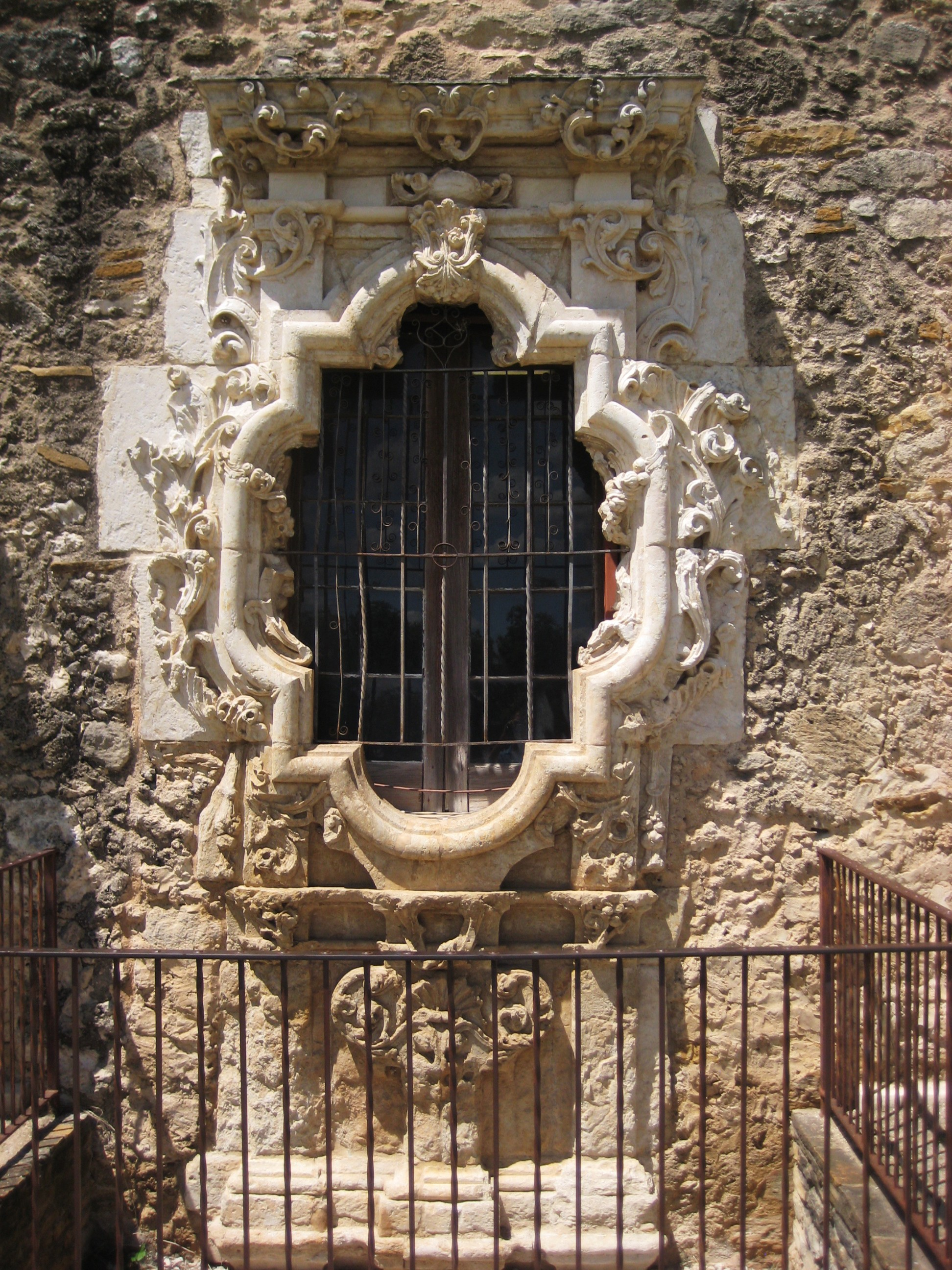
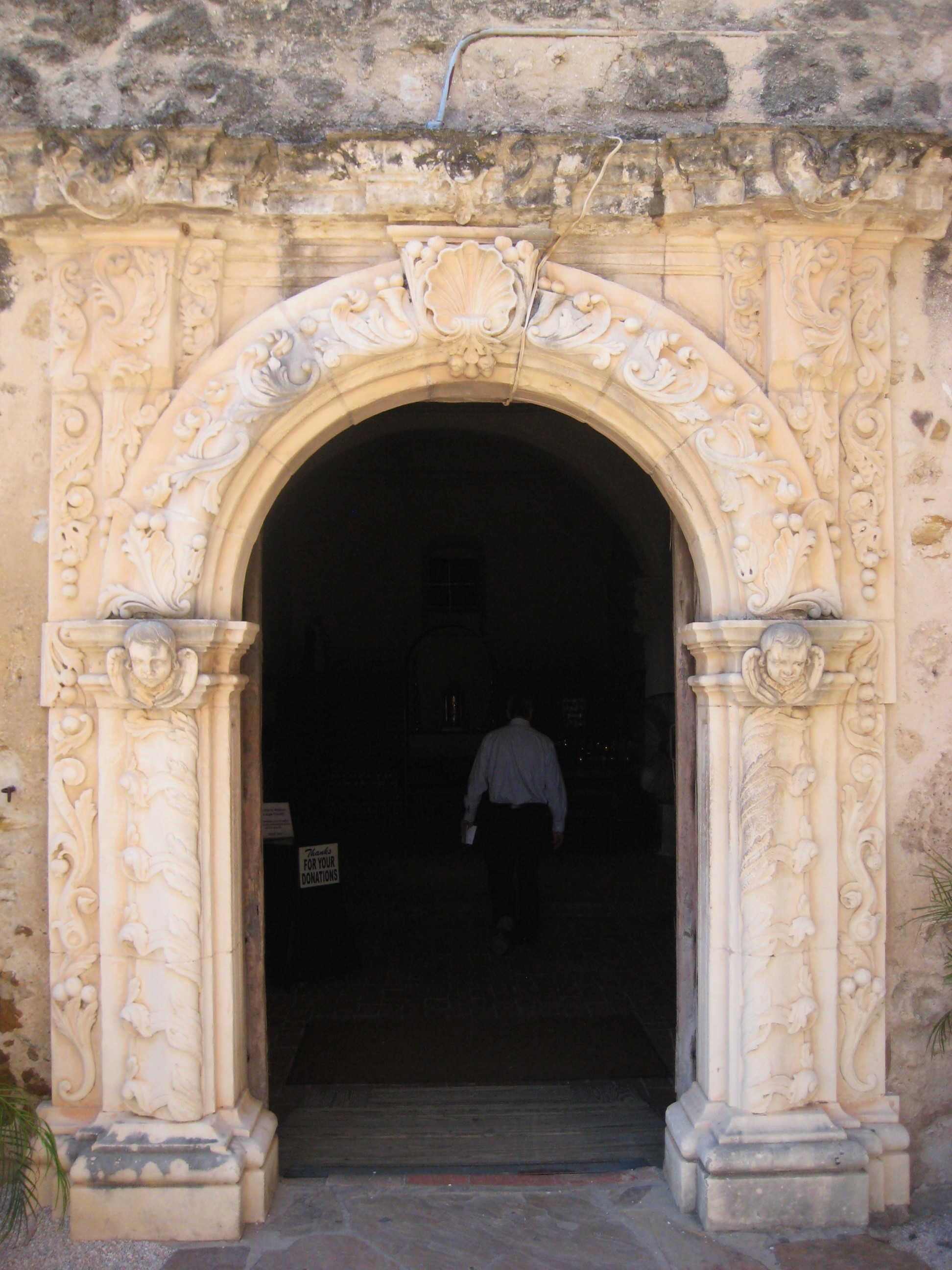
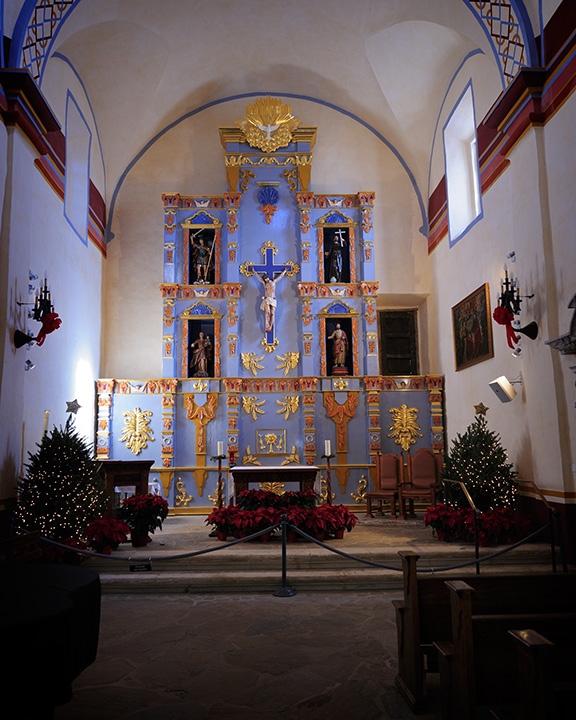
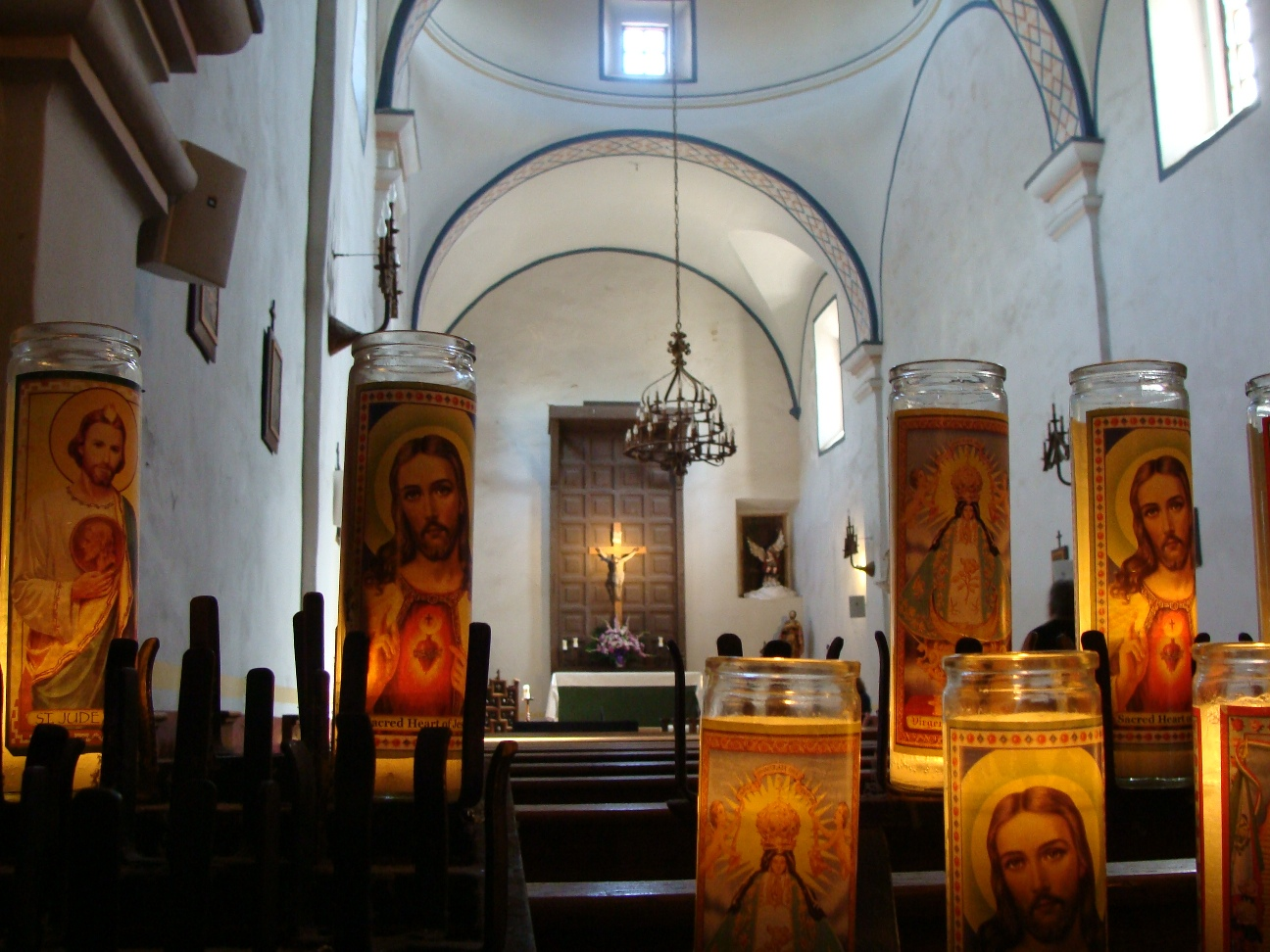
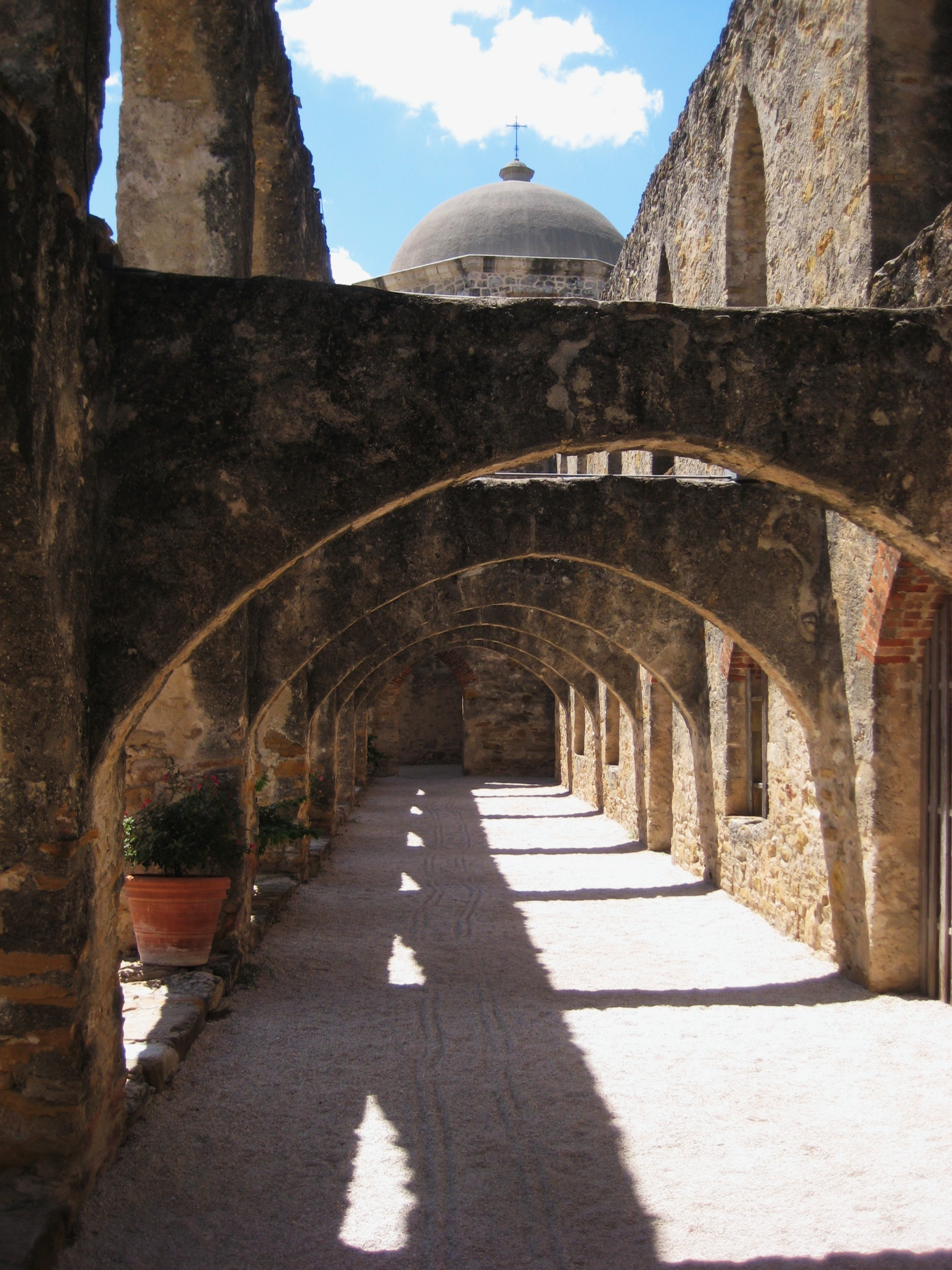
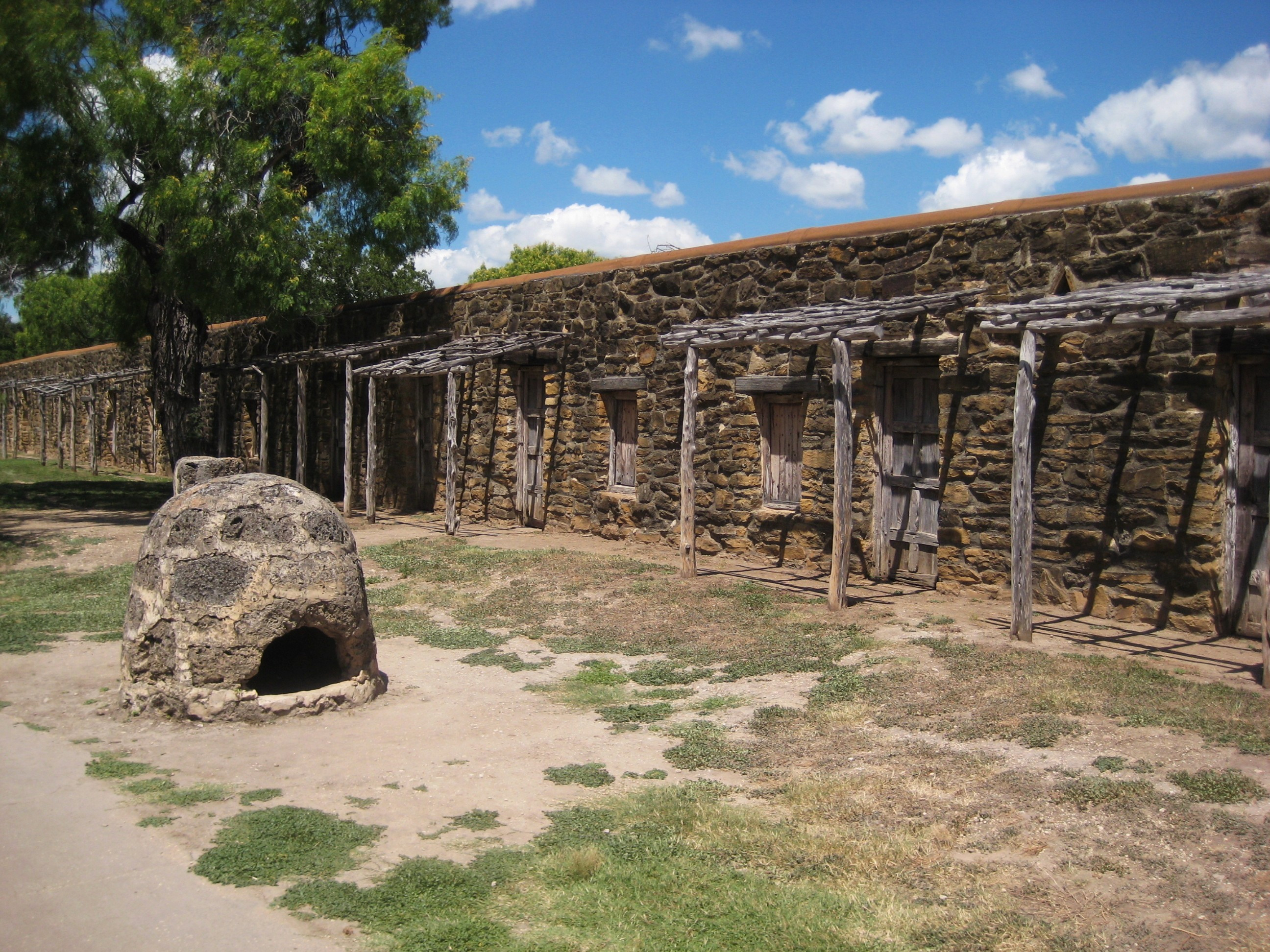
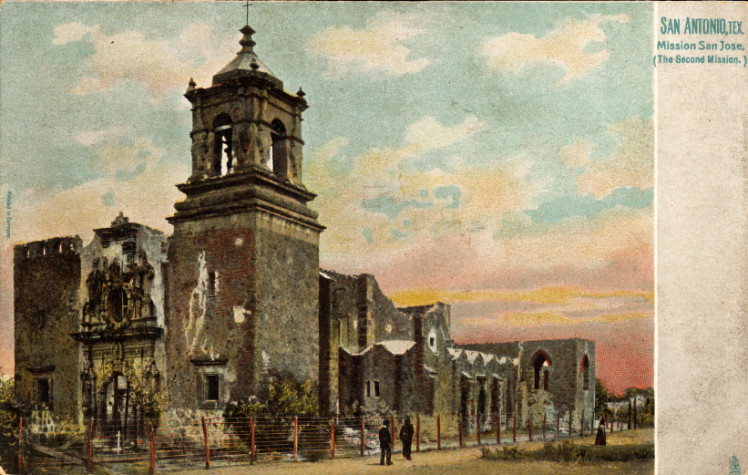